# Me and My Guitar
Me and My Guitar är en låt framförd av den belgiska sångaren Tom Dice. Låten representerade Belgien vid Eurovision Song Contest 2010 i Oslo i Norge. Låten är skriven av Tom Eeckhout, Jeroen Swinnen och Ashley Hickin.
Bidraget framfördes i den första semifinalen den 25 maj 2010 där det tog sig vidare till final efter att ha vunnit hela semifinalen med 167 poäng. I finalen den 29 maj slutade det på sjätte plats plats med 143 poäng.